# Antonio Nebbia

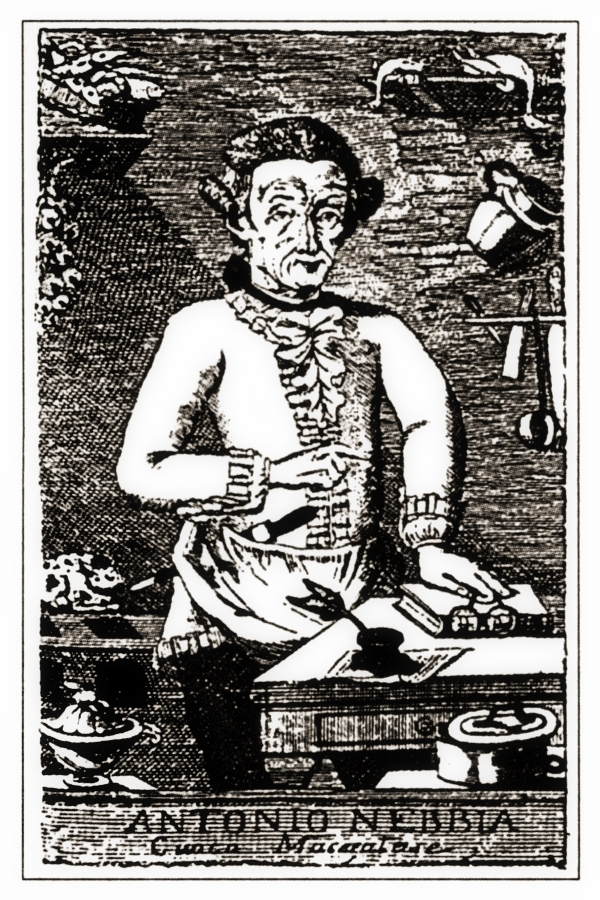
Ritratto di Antonio Nebbia presente nell'edizione del 1786 de Il cuoco maceratese

Antonio Nebbia (1723 – Macerata, 6 novembre 1786) è stato un cuoco italiano, autore del manuale di cucina Il Cuoco maceratese, pubblicato per la prima volta a Macerata nel 1779.

## Biografia
Si sa molto poco della vita di Antonio Nebbia. Nasce nel 1723, ma non si hanno notizie certe relative al luogo di nascita, muore a Macerata a 63 anni, nel 1786. Egli stesso si definisce maceratese, quindi possiamo dire, se non altro, che la sua vita e la sua attività professionale si svolsero nel territorio della città marchigiana. 
Un fatto certo riguardante la sua vita è il testamento redatto davanti ad un notaio di Macerata nel 1775 perché «infermo di corpo e giacente a letto e temendo il pericolo della sua futura morte». Si suppone ragionevolmente che la morte sia sopraggiunta, terminando una malattia più che decennale, dopo la pubblicazione della quarta edizione della sua opera, quella del 1786. Infatti le pubblicazioni successive, diversamente da quanto era avvenuto fino ad allora, non recano più rimaneggiamenti ed integrazioni.

## Opere
Il Cuoco maceratese ottenne un notevole successo e dopo la prima pubblicazione avvenuta nel 1779 ebbe varie versioni e numerose riedizioni, specialmente nelle Marche e nel Veneto. Tra le ultime si ricorda quella realizzata nel 1820 dalla tipografia Remondini di Bassano. La versione pubblicata nel 1786 a Macerata (la quarta) risulta essere la più completa ed anche quella definitiva: l'autore probabilmente morì qualche tempo dopo questa data.